# Криворізький залізорудний басейн

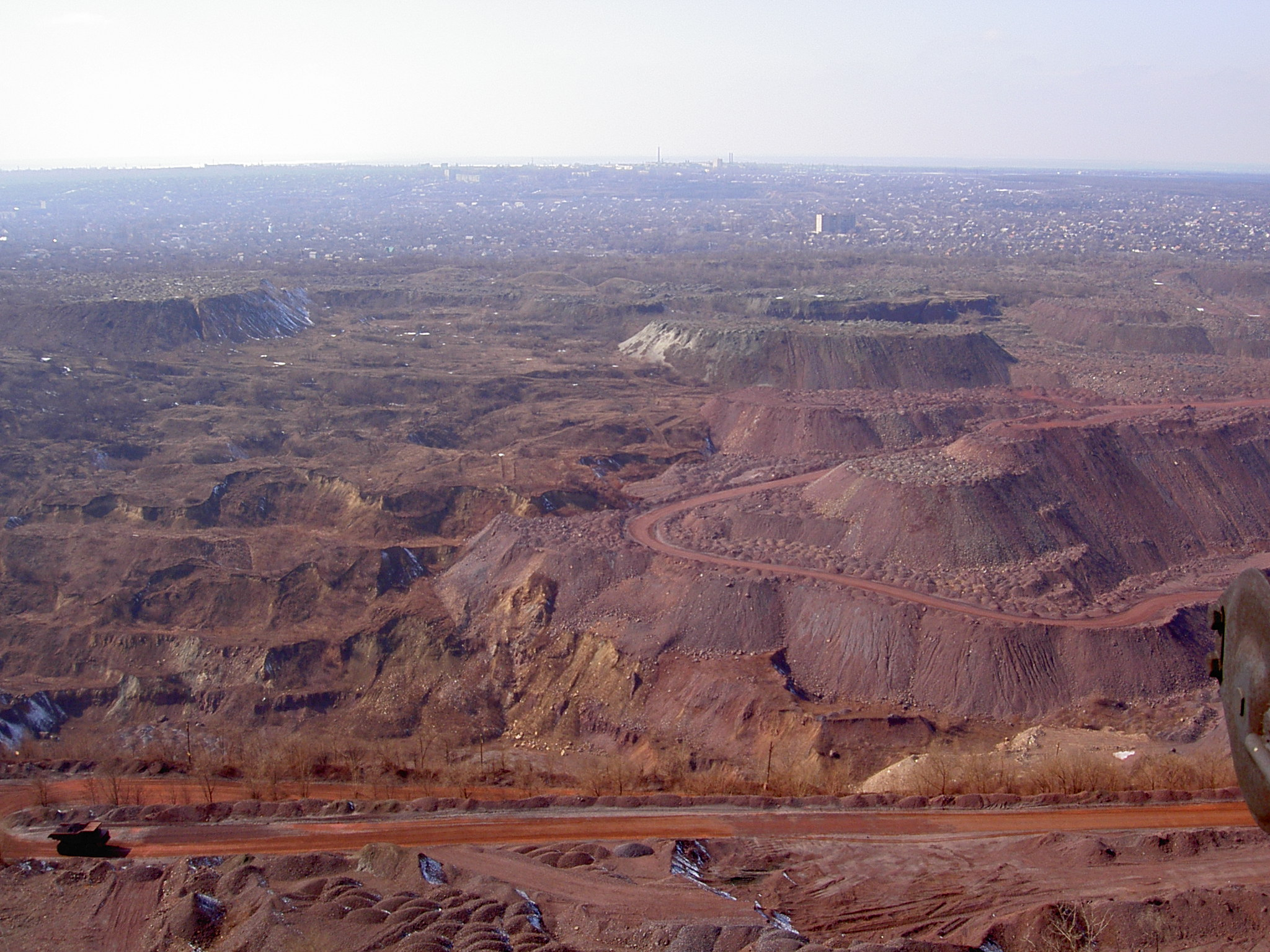
Загальний вигляд кар'єру «Північний»

Криворі́зький залізору́дний басе́йн — найбільший в Україні басейн з покладами багатих залізних руд, головний гірничодобувний центр країни, розташований на території центральної України.

## Історія

### Хронологія перших досліджень
Як показали дослідження С. Конткевича, Б. Гракова, П. Рубіна, О. Нікольського, Ю. Гершойга, існує ряд артефактів видобутку криворізької руди та виплавки заліза, починаючи від скіфських часів до козаччини.
Існує також старовинна легенда про те, що грузинський царевич Олександр (XVI ст.) знайшов у наших краях залізну руду. Вона надихала перших дослідників Криворіжжя.
Історіографія наукового дослідження Криворізького залізорудного басейну розпочинається з імені академіка Йогана Гюльденштедта (1745—1781 рр.), який у 1773 р. відвідав долини річок Інгулець та Саксагань і описав геологічні особливості цього регіону. Однак залізної руди він не виявив.
У 1781 р. мандрівник і природодослідник, академік Петербурзької академії Василь Зуєв (1752—1794) під час подорожі півднем України відвідав Криворіжжя. У своїй книзі «Путешественные заметки Василия Зуева от Санкт-Петербурга до Херсона в 1781 и 1782 году» він пише про наявність у районі злиття рік Інгулець і Саксагань залізної руди, яку він називає «залізним шифером». Це перша в науковій літературі згадка про поклади криворізьких залізних руд.
У 1787 р. професор Ліванов Михайло Георгійович за завданням князя Потьомкіна дослідив околиці Кривого Рогу і знайшов тут різні руди, вугілля, мармур та інші корисні копалини. Його експедиція налічувала близько 100 осіб. Було закладено 2 шахти, які, однак, затопило водою, і Гірничий департамент визнав ці спроби безперспективними.
У 1803 р. нижню течію р. Інгулець за дорученням уряду дослідив гірничий інженер Василь Піленко, який виявив запаси руди поблизу с. Шестерня і поселення Кривий Ріг.
У 1835—1837 рр. регіон Кривого Рогу за дорученням графа і генерал-губернатора Новоросійського краю Михайла Воронцова досліджував гірничий чиновник П. І. Кульшин. Результати його робіт викладені в статтях в «Горном журнале» за 1836 р. та «Одесском вестнике» за 1839 р. П. І. Кульшин розповідає про спеціальну гірничу партію, відряджену в 1823 р. з Луганського заводу для дослідження Новоросійського краю, і дає опис знайдених на півдні басейну залізних руд, які він називає «точильним каменем».
У 1869 р. з'являється перше ґрунтовне геологічне дослідження краю — «Геологический очерк Херсонской губернии». Його автор — геолог Микола Барбот-де-Марні (1829—1877) — детально описує гірські породи і корисні копалини регіону — залізні руди, граніти, гнейси, вапняки, сланець, а також стратиграфію залізорудного басейну, наголошує на доцільності побудови залізниці між Кривим Рогом і Донбасом.

### Діяльність Олександра Поля
У 1866 р., оглядаючи схили Дубової балки, дослідник-археолог, краєзнавець і підприємець Олександр Поль (1832—1890), виявив поклади високоякісної залізної руди. Саме його діяльність відіграла вирішальну роль в освоєнні родовищ залізних руд на Криворіжжі. Олександр Поль користується матеріалами архіву Г. Потьомкіна, роботами В. Зуєва, П. Кульшина, М. Барбота-де-Марні, сам вкладає з 1866 по 1890 р. близько 200 тис. крб. у геологічні дослідження краю, звертається в Гірничий департамент (С.-Петербург), узимку 1872 р. відвідує гірничорудні райони Франції, Італії, Швейцарії, Німеччини. Але спершу ставлення до його діяльності з боку російської влади негативне. Катеринославський генерал-губернатор Василь Дунін-Барковський на запит Олександра Поля відповідає: «Ваши проекты не что иное, как fata morgana». У донесенні в Гірничий департамент справник Верхньодніпровського повіту Браїловський пише про Олександра Поля: «…его затея относительно криворожской руды маниакальна…». Водночас професор Бернард фон Котт з Фрайберзької гірничої академії повністю підтримав дослідження Олександра Поля і його ідею про розробку залізних руд Кривого Рогу — досліджені ним і хіміком Фрічче зразки руди дали унікальний результат — вміст заліза майже 70 %.

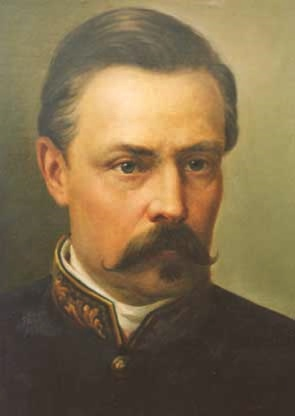
Олександр Поль

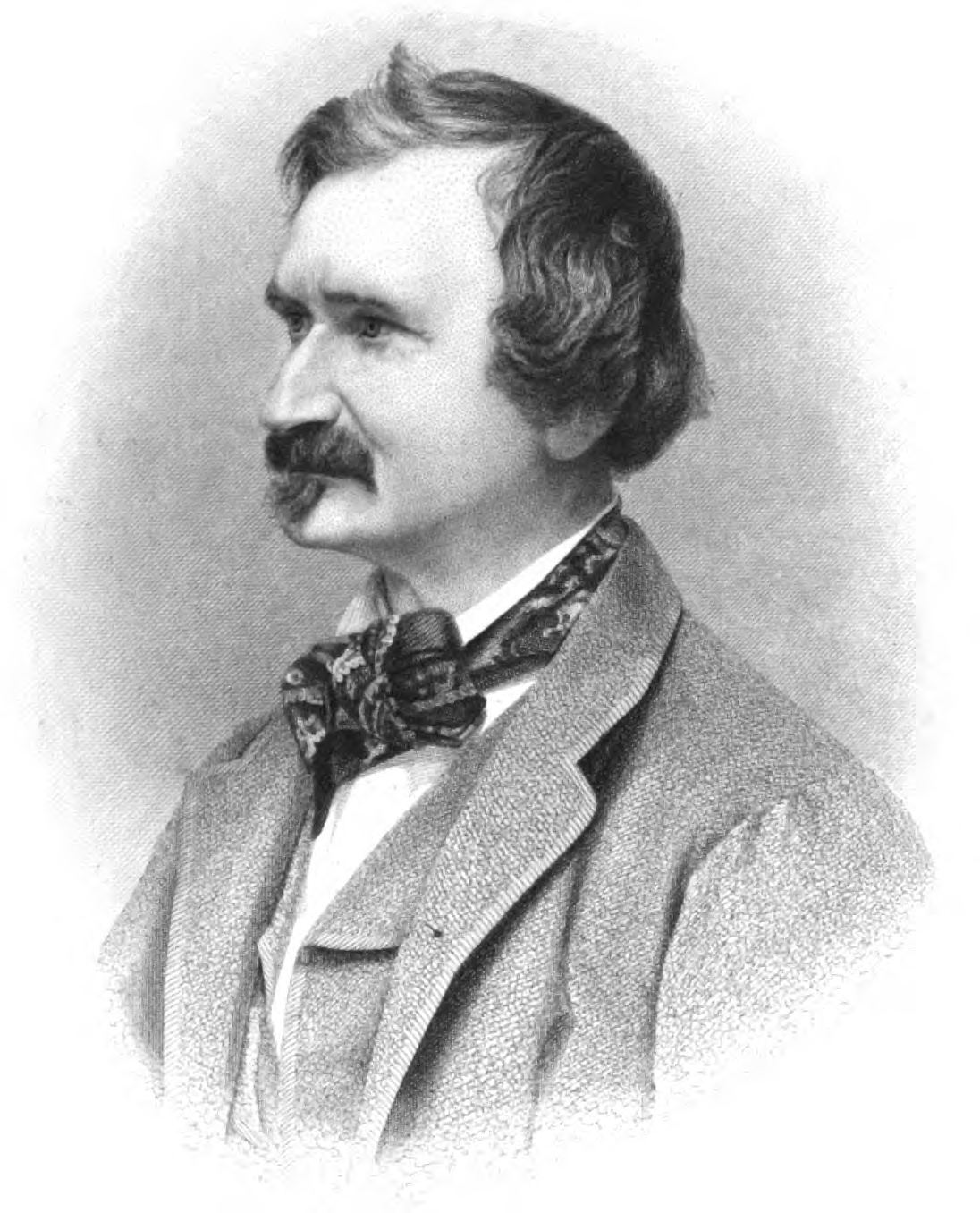
Бернхард фон Котта

Геологічні експедиції, які фінансує Олександр Поль, виявляють ряд багатих залізорудних родовищ. Гірничий інженер Л. Штріппельман, учасник цих досліджень, видає в Ляйпцігу в 1873 р. німецькою мовою книгу «Південно-Російські родовища магнітних залізних руд і залізного блиску». У передмові до цієї книги професор Б. фон Котт пише: «Особливо важливі відомості про велетенські поклади багатих залізних руд…, експлуатація яких… обіцяє великі вигоди, може підняти промисловість країни…». У тому ж 1873 р. книга Л. Штріппельмана «Южно-Рускія месторождения магнитных железных руд и железного блеска в Екатеринославской (Верхнеднепровского уезда) и Херсонской губерниях» за перекладом і з передмовою Олександра Поля вийшла в Петербурзі.
Олександр Поль починає ставити питання розробки залізорудних родовищ у практичну площину, запрошує з цією метою гірничого інженера з Саксонії бергмайстра Гартунга. У виданих на кошти Олександра Поля книгах Л. Штріппельмана йдеться про цілком практичні речі — організацію гірничодобувних підприємств, будівництво металургійних заводів, різні варіанти транспортування руди, необхідні залізниці тощо. Ці книги були надіслані впливовим особам держави, банкірам, підприємцям. Нарешті сам Олександр Поль у 1870-х роках бере в аренду на 85 років землі з багатими залізорудними родовищами, плануючи поставити на них гірничо-металургійні підприємства. Плани Олександра Поля були грандіозні: побудувати близько 30 металургійних заводів на Донбасі, Кривому Розі, Миколаєві. Видобувати і переробляти залізні, мідні руди, вугілля, різні глини для виробництва фаянсу, порцеляни, скла, фарб, вогнетривів тощо.

Усі ці кваліфіковані й системні дії Олександра Поля нарешті дають позитивні плоди — чиновництво в С-Петербурзі зацікавлюється регіоном Кривого Рогу. У 1873 р. Морське міністерство направляє капітан-лейтенанта Л. П. Сємєчкіна для огляду родовищ залізних руд. Він оцінює їх запаси в 5,39 млрд пудів і підтримує ідею Олександра Поля про залізницю Кривий Ріг — Донбас. Того ж 1873 р., за дорученням Російського технічного товариства, дослідження на Криворіжжі проводить Г. П. Федосеєв. У 1874 р. район р. Саксагань дослідив професор Е. М. Клем, окремо від нього — гірничий інженер Е. Фельско, який вважав доцільним будівництво металургійного заводу в Олександрівську (Запоріжжя). Е. Фельско називає багатий на залізні руди Кривий Ріг «Золотим Рогом». У 1875 р. інженер М. Носов теж підтверджує дані розвідок, організованих О. Полем, і називає Криворізьке родовище залізних руд «другим Уралом». У 1875 р. уряд «высочайше» затверджує проєкт залізниці.

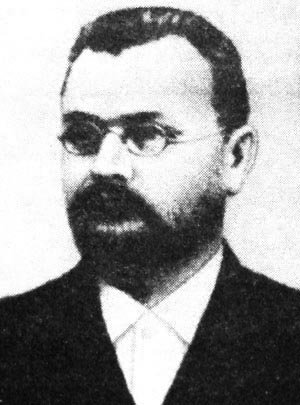
Станіслав Конткевич

Крім того, з 70—80-х років XIX ст. регіон досліджували видатні гірничі інженери та геологи, серед яких слід відзначити ім'я С. О. Конткевича, який створив першу геологічну карту Кривбасу (опублікована в «Горном журнале» за 1880 р.), а також узагальнив дослідницькі дані.
На межі XIX—XX ст. дослідження залізорудного Кривого Рогу ще більш активізується. Виходять друком узагальнюючі праці П. Рубіна, К. Соколовського, М. Соколова. За завданням Геологічного комітету регіон досліджують інженер-геолог О. В. Фаас, гірничий інженер В. Кузнєцов, крім того, дослідження проводять К. Богданович, В. Тарасенко, з 1916 р. — професор Катеринославського гірничого інституту Й. І. Танатар.
Геологічний комітет своїм рішенням від 20 травня 1906 р. активізує геологорозвідувальні роботи. Активно залучається бурильна техніка, розвідувальні свердловини сягають рівня 266 м. Багата залізна руда, як виявляється, є і на цих глибинах, вміст заліза — 64 %. У цей час запаси криворізьких руд оцінюються у 87 млн тонн із вмістом заліза 40—60 %. При цьому фахівці вважали, що розвідана руда буде видобута за 30 років (тобто до 1936 р.). Зауважимо, що оцінки були дуже різними і весь час підвищувалися. Так спеціальна комісія XXIII з'їзду гірничопромисловців Півдня Росії в 1898 р. оцінює запаси руди в 3,453 млрд пудів, а в 1910 р. вже у 12,5 млрд пудів. Ці цифри далекі від сьогоднішніх оцінок — близько 21 млрд тонн розвіданих запасів залізних руд (2001 р.).
Наступні кроки у вивченні Криворізького залізорудного басейну пов'язані із застосуванням нових методів і нової техніки досліджень. У 1923 р. розпочато магнітну зйомку регіону, у 1925 р. — систематичну гравіметричну зйомку, у цьому ж році закуплені перші бурові верстати з алмазними коронками. У 1930—1931 рр. геологи Кривбасу здійснили зйомку басейну у масштабі 1:500, склавши відповідні карти. У 1932 р. з'явилася фундаментальна робота М. Г. Світальського, Е. К. Фукса та ін. «Залізорудні родовища Кривого Рогу», яка до середини XX ст. була найповнішим описом залізорудного басейну.

### Перші товариства

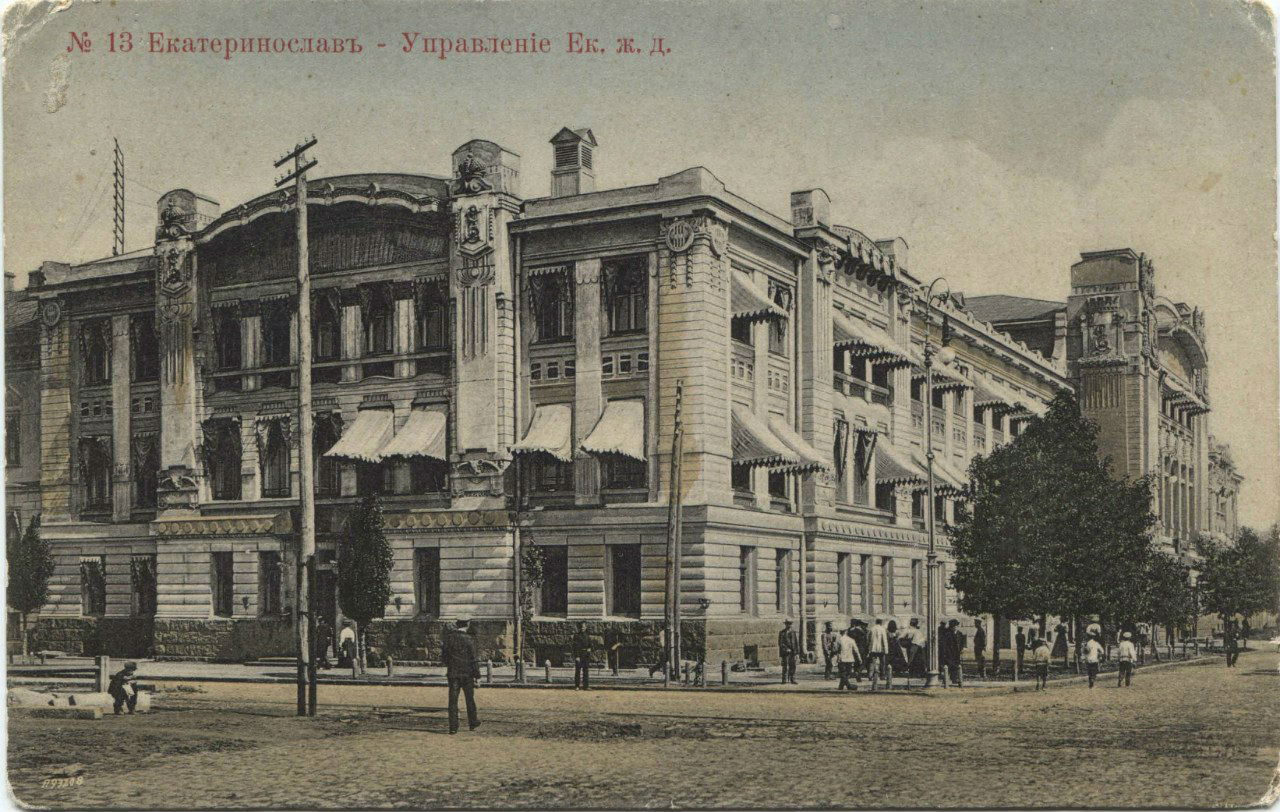
Управління залізниці в Катеринославі

Свідоцтва стародавньої розробки залізної руди в Криворізькому басейні і залишки плавильних печей були виявлені ще С. Конткевичем у другій половині XIX ст. Зокрема, ним подано опис стародавньої виробки в гирлі балки Червона. У 1949 р. Б. Граков виявив залишки стародавньої рудні в Гайдамацькій печері Дубової балки. Тут же були знайдені дві домниці.
Ці та інші артефакти давніх гірничо-металургійних робіт свідчать про обізнаність наших предків з Криворізькими родовищами залізних руд і технологією виплавки з них заліза ще за кілька століть до нашої ери. З плином часу, війнами, зміною влади ці дані були втрачені.
В нові часи першими практичними діями з освоєння залізорудних родовищ Криворіжжя стали створення в 1880 р. акційного товариства «Залізні руди Кривого Рога» і відкриття в 1881 р. Саксаганського рудника.

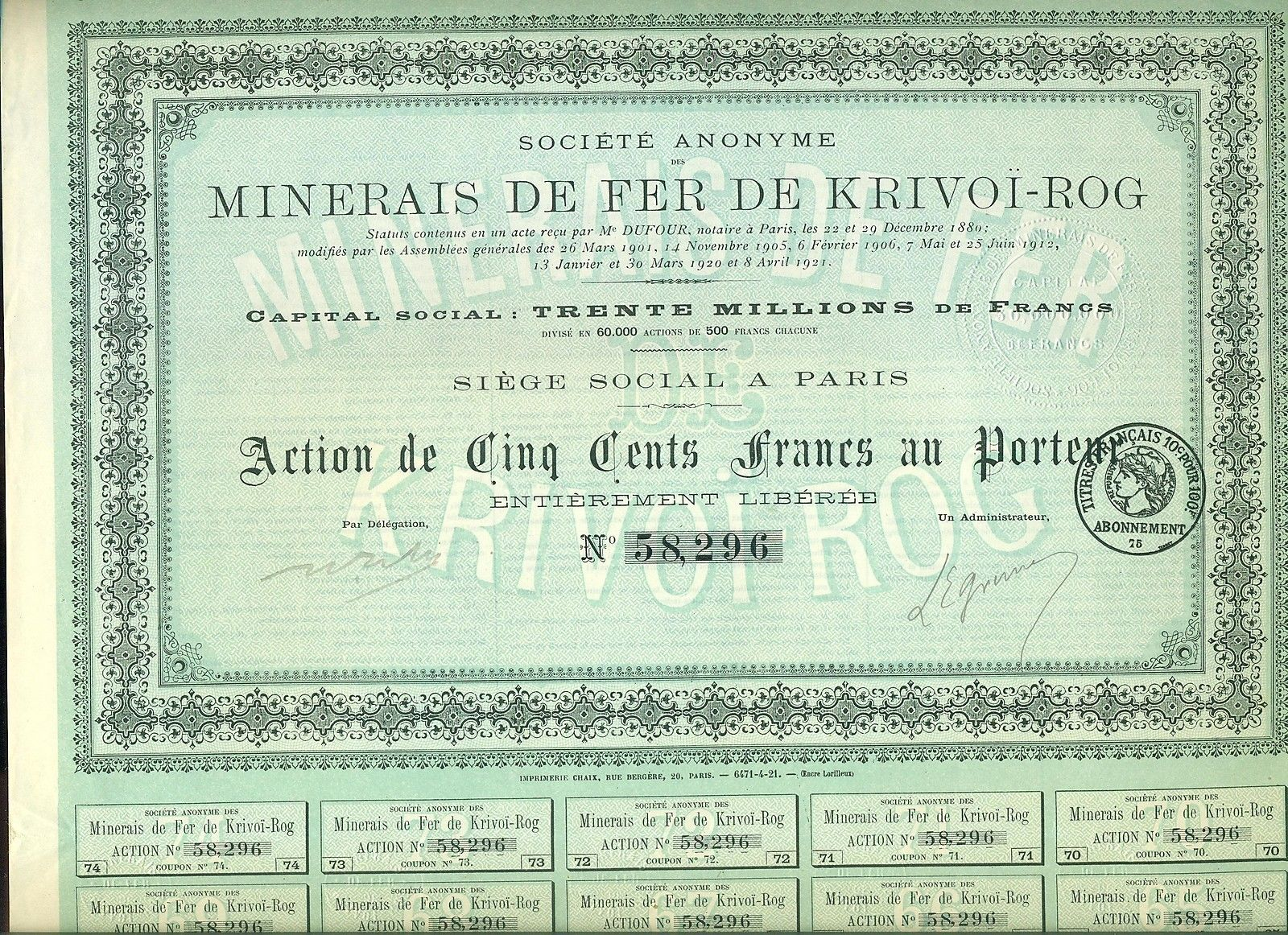
Цінні папери французького акціонерного товариства «Руди Кривого Рогу», 1920

Створення товариства пов'язане з ім'ям Олександра Поля, який знайшов зацікавлених інвесторів для розробки залізорудних родовищ у Франції. Він разом з підприємцем, генеральним директором Товариства Паризько-Ліонської залізниці Полем Талабо і організовує в Парижі компанію «Залізні руди Кривого Рогу» з капіталом 5 млн франків. Його основні акціонери: Товариство Mokta-el-Hadid, Société Générale, відомі французькі підприємці металургійної промисловості, зокрема директор «Сталеплавильного Товариства для флоту і залізниць Франції» П'єр-Луї де Монгольф'є. Цікавий факт — акції товариства «Залізні руди Кривого Рогу» були розібрані за 24 години — такий колосальний інтерес викликало починання українського дослідника і підприємця Олександра Поля у Європі. Технічним директором компанії був обраний Альфонс Паран, директори-розпорядники і представники у Кривому Розі — Олександр Поль та С. Яницький. Директор виробництва у Кривому Розі — гірничий інженер С. Конткевич.
Уряд Росії затвердив статус ЗАТ «Залізні руди Кривого Рогу» 5 травня 1881 р. і майже одночасно розпочалося будівництво Криворізької залізниці. На першому Саксаганському руднику (директор С. О. Конткевич) у 1881 р. було видобуто 555 тис. тонн руди, яку з 1883 р. купувало «Новоросійське товариство Юза».
У 1885 р. утворюється «Новоросійське товариство кам'яновугільного, залізоробного і рейкового виробництва». Воно відкриває Рудник Лихмана (за ім'ям селянина, на землях якого збудовано рудник). Тут у 1885 р. видобувають 400 тис. пудів залізної руди.

### Розвиток рудовидобування

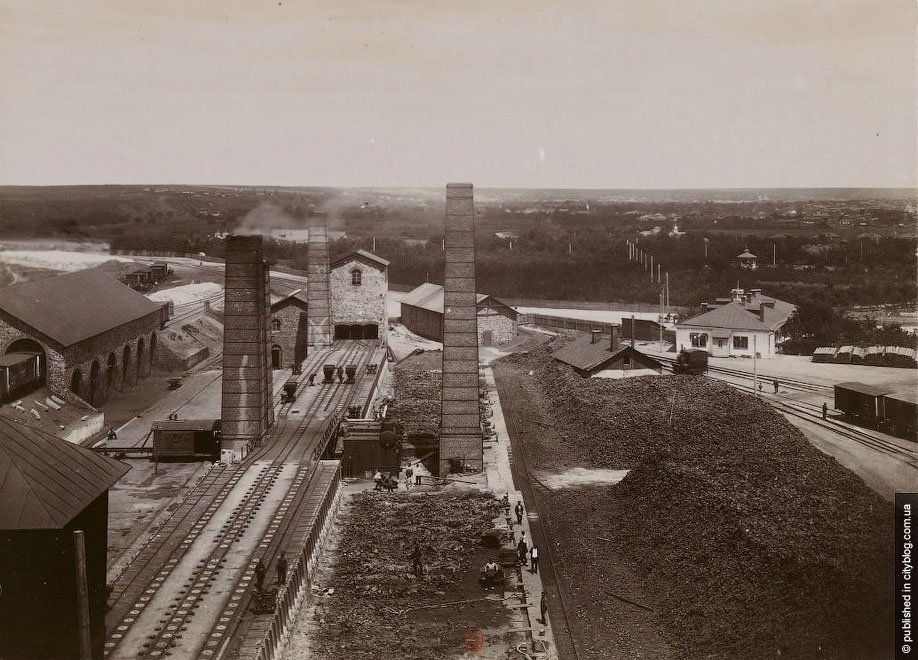
Гданцівський чавуноливарний завод

У 1886 р. видобуток залізних руд у Криворізькому басейні вже здійснювали:
- «Залізні руди Кривого Рогу» — близько 3,3 млн пудів;
- «Новоросійське товариство» — 1,3 млн пудів;
- «Південно-Російське Дніпровське товариство» — близько 295 тис. пудів.

У 1888 р. до них приєднується «Брянське товариство».
У 1890 р. «Товариство криворізьких залізних руд» заклало першу доменну піч, чим дало початок Гданцівському чавуноливарному заводу.
Наприкінці XIX ст. у Криворізькому басейні працювало 32 рудники. У 1898 р. було видобуто 12 млн пудів залізної руди.

## Характеристика басейну

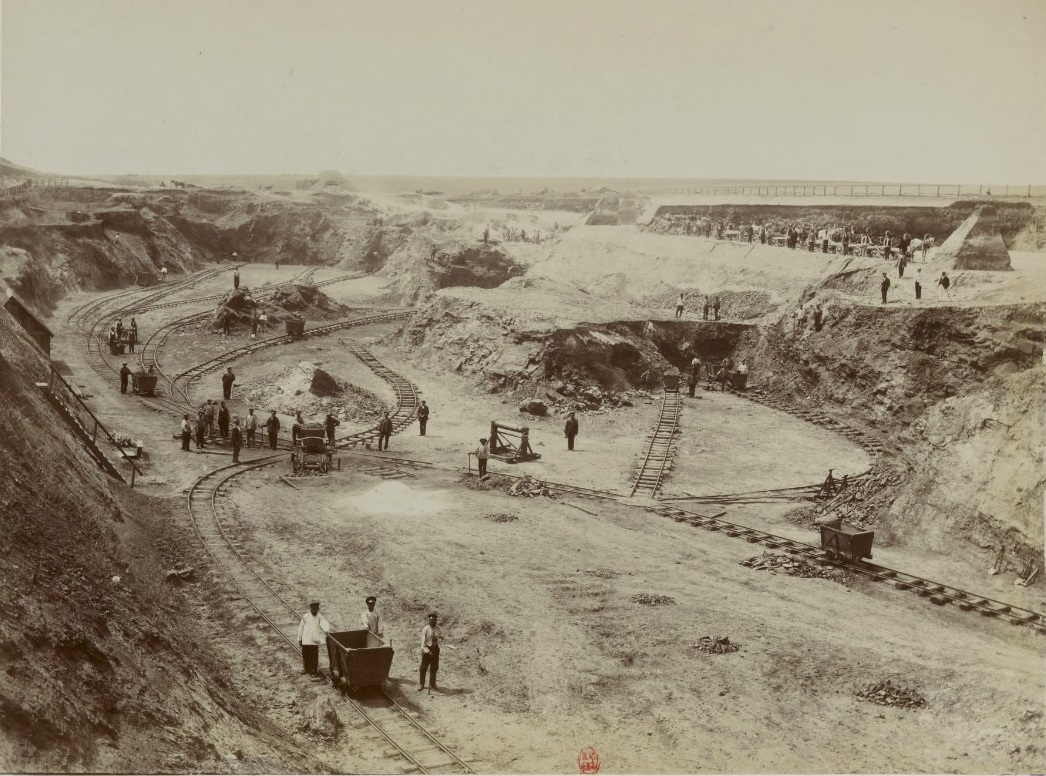
Гданцівський чавуноливарний завод. Рудники заводу, 1899.

У геоструктурному відношенні являє собою синклінорій у межах Українського щита. Промислові запаси залізних руд близько 18 млрд т. Вони пов'язані з так званою криворізькою серією протерозою. В межах басейну виявлено близько 300 рудних тіл, глибина залягання їх понад 2700 м, подекуди вони виходять на поверхню. Поряд з багатими мартитовими й гематито-мартитовими рудами (із вмістом заліза 51—66 %) є значні запаси бідних (22—38 % заліза) руд — залізистих кварцитів, що потребують збагачення.
Басейн являє собою смугу залізистих порід шириною від 2 до 7 км, що простягаються з півдня на північ більше ніж на 100 км у басейні річок Саксагань та Інгулець від Жовтих Вод до широти Каховського водосховища, займаючи площу понад трьохсот км².

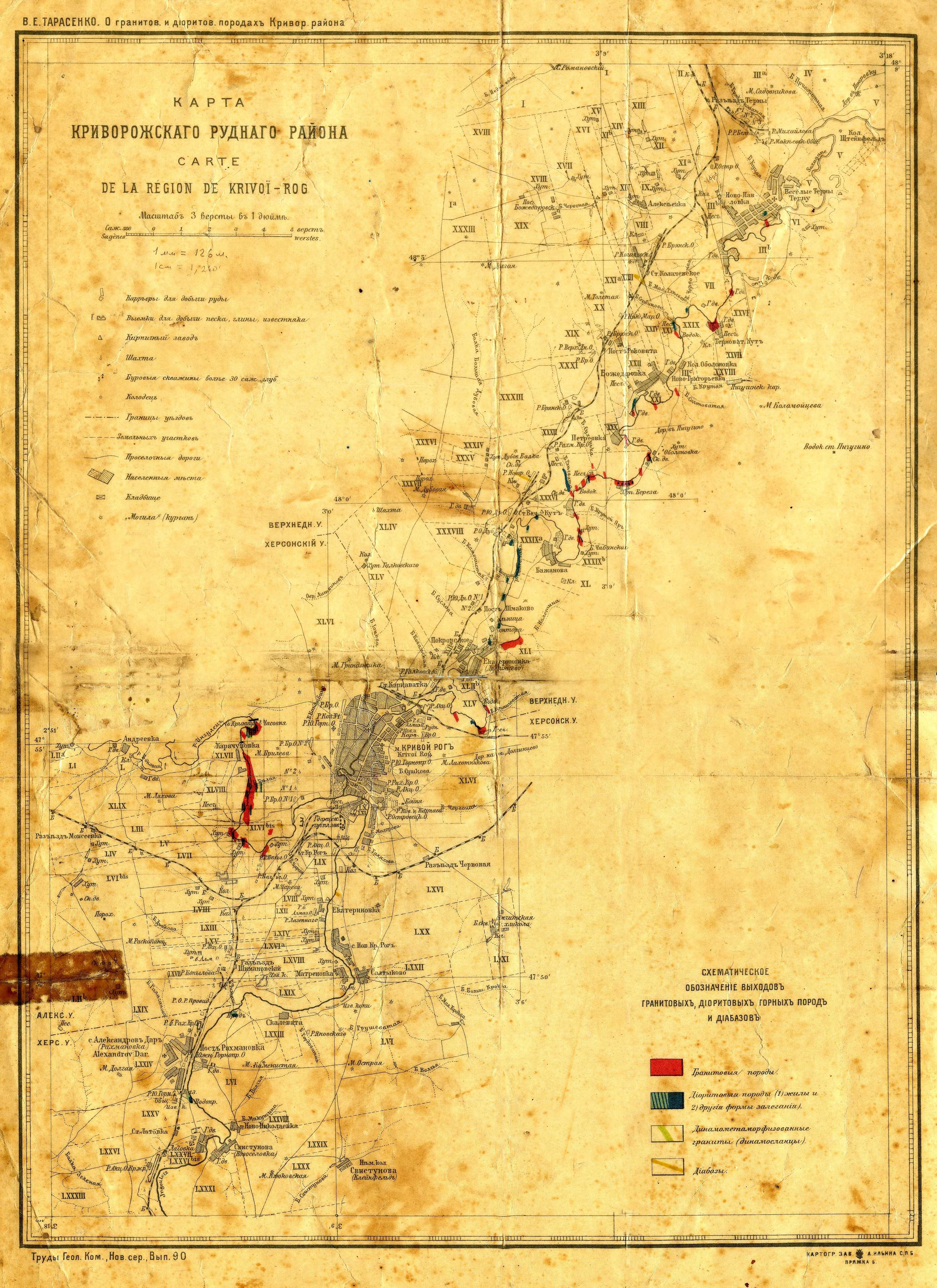
Карта промислового регіону, 1914

Басейн знаходиться у межах Українського щита в Криворізько-кременчуцькій структурно-металогенічній зоні, для якої характерний розвиток таких формацій: джеспілітової, кременисто-сланцевої, кременисто-карбонатно-пісковикової, метаконґломерат-пісковикової, метаандезит-базальтової. Поширення утворень джеспілітової формації зумовлює наявність промислових родовищ залізних руд, які представлені багатими рудами і рудами, що потребують збагачення (залізисті кварцити). Серед багатих руд генетичними типами є метаморфічні руди, які збагачені в зоні гіпергенезу. До цього типу належить близько 85 % багатих руд басейну. Утворення, які вміщують залізні руди, входять до складу п'яти світ: новокриворізької, скелеватської, саксаганської, гданцівської, глеєватської. Залізні руди приурочені головним чином до саксаганської світи, яка складається із семи горизонтів залізистих кварцитів і
кварцито-сланців загальною потужністю до 1500 м, що чергуються, часом зливаються і виклинюються. Рудні тіла пластової, стовпчастої, гніздової, штокоподібної форми. Породи криворізької серії зібрані в складчасту структуру субмеридіо-нального простягання. Пористість знаходиться в межах 18—25 %. Об'ємна вага їх коливається від 3,3 до 3,8 т/м3. Масова частка вологи в рудах не перевищує 4-4,5 %.
У магнетитових кварцитах вкрапленість магнетиту коливається від суцільної і грубозернистої до пилоподібної. Переважний розмір вкрапленості в рудних шарах становить 0,15-0,18 мм, у змішаних — 0,07-0,12 мм, а в нерудних — 0,04-0,08 мм. Магнетит залізистих кварцитів утворює з іншими мінералами чотири типи зрощень: 
1. Субідіоморфні. Мінерали контактують один з одним; границі мінералів, що примикають, правильні, рівні, рідше злегка звивисті; самі мінерали досить ідіоморфні. #Пойкілітові. Зерна одного мінералу спостерігаються у вигляді включень. За розмірами включень пойкілітові зрощення бувають крупновкраплені (0,05-0,07 мм), середньовкраплені (0,03-0,05 мм) і тонковкраплені — емульсійні (0,01-0,001 мм і менше).
2. Мірмекітоподобні: мінеральні індивіди, що проникають друг у друга, тісно зростаються між собою.
3. Особливі види зрощень, обумовлені заміщенням. Мірмекитоподібні і пойкілітові типи зрощень у порівнянні із субідіоморфними обумовлюють необхідність дуже тонкого подрібнювання для одержання високосортних концентратів.

Залізорудна формація складається із семи перешарованих горизонтів (шарів) сланців і залізистих порід. У північній частині басейну виділяють ще восьмий і дев'ятий горизонти.
- I й II горизонти представлені магнетитовими роговиками з великим змістом залізистих силікатів і карбонатів та червоносмугастих магнетито-мартитовими роговиками із силікатами і карбонатами. Потужність залізорудних горизонтів 30-40 м, які розділяють сланцеві пачки на 5-15 м. Вміст заліза 30-35 %.
- III горизонт — магнетито-карбонатних чи мартитових роговиків з численними прошарками сланців. Потужність 5-15 м, вміст заліза 25-30 %.
- IV горизонт — середньосмугастих магнетитових і карбонатно-силікатно-магнетитових роговиків. Потужність 40—60 м, вміст заліза 34—37 %.
- V горизонт представлений тонкошаровими «синіми» джеспілітами, з рудними мінералами — мартитом і дрібно розсіяним гематитом. Потужність від 30 до 130 м. Вміст заліза 35—42 %.
- VI горизонт — середньо-грубошарових мартитових роговиків з окремими ділянками неокиснених магнетитових роговиків і пачками мартито-гематитових джеспілітів. Потужність горизонту 50-150 м. Вміст заліза 32-37 %.
- VII горизонт — червоно-мартитових і мартитових роговиків з пачками червоних роговиків і ділянками магнетитових роговиків з карбонатами і силікатами. Потужність горизонту 100-600 м. Вміст заліза 20-30 %.

Видобуток багатих магнетито-гематито-мартитових руд здійснюється підземним способом. Глибина видобутку досягла 850-1200 м. Залізисті кварцити (магнетитові) видобуваються переважно на Новокриворізькому, Південному, Північному, Інгулецькому і Центральному гірничо-збагачувальних комбінатах відкритим способом, на більшості кар'єрів глибина видобутку становить близько 300 м.
У Кривбасі сконцентровано 21 млрд т розвіданих запасів залізних руд.

## Видобувні роботи

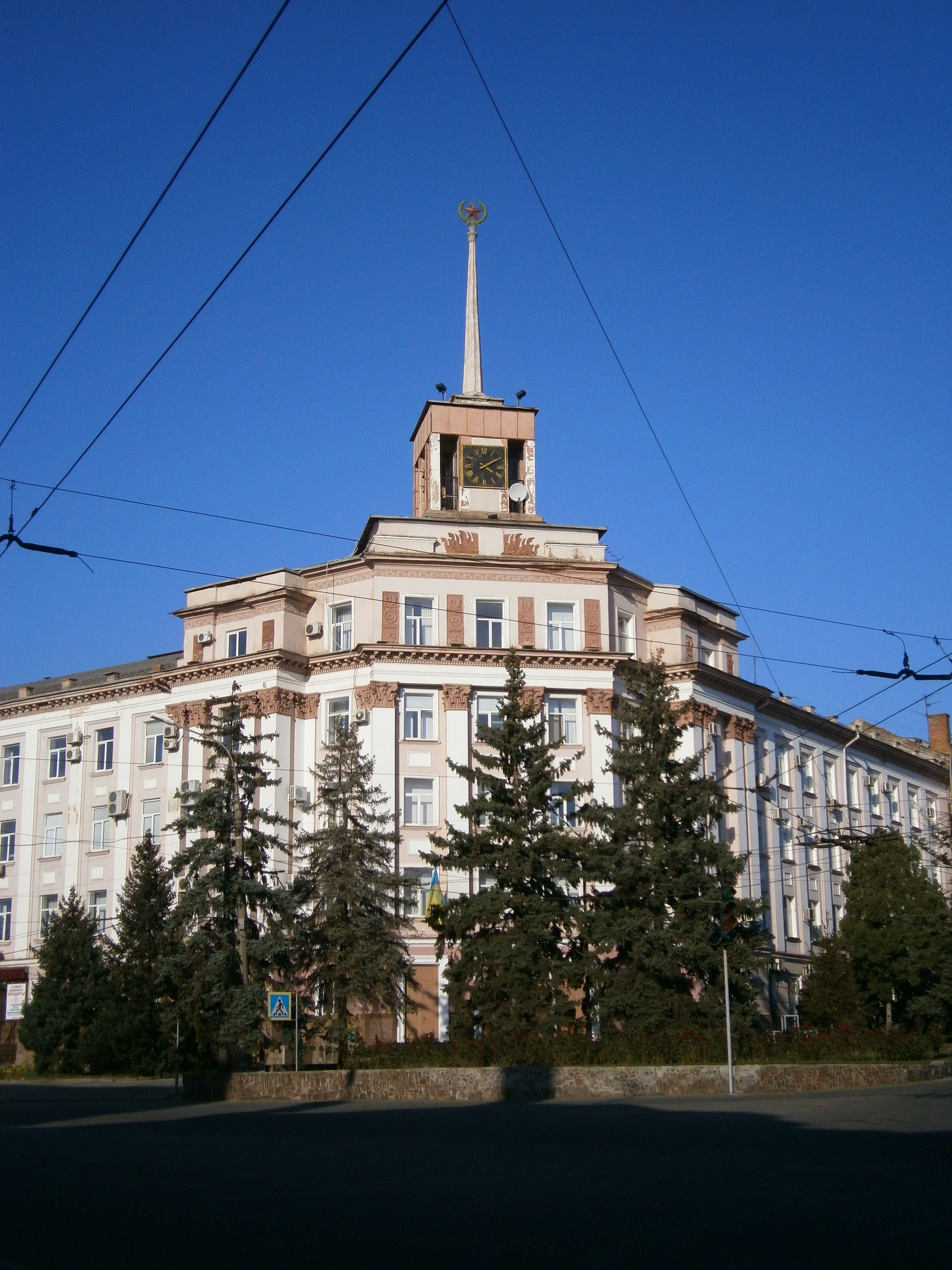
Будинок рудоуправління ім. Кірова, вулиця Симбірцева

Багаті руди басейну розробляють шахтним способом, а бідні — кар'єрним. Шахти входять у виробниче об'єднання «Кривбасруда», рудники «Суха Балка» і Галковського. Максимальний обсяг видобутку багатих руд на шахтах басейну, досягнутий в 1975 році, склав 48,7 млн тонн. Максимальний річний видобуток товарної залізної руди в 120 мільйонів тонн був досягнутий у 1978 році. Значними темпами обсяги виробництва залізної руди почали знижуватися з 1991 року, і в 1997 році видобуток багатих руд склав всього 10 млн тонн.
Промисловий комплекс басейну на початку XXI ст. може видобути щорічно до 190 млн т сирої залізної руди і переробити її в 70 млн т товарної продукції. На початку XXI ст. в басейні діють 9 шахт, 5 гірничо-збагачувальних комбінатів, що ведуть видобуток руди на 9 кар'єрах. Усього з початку промислового освоєння надр Кривбасу видобуто 5,5 млрд т залізорудної сировини. На 01.01.2003 року щороку видобувається близько 50 млн т, у тому числі відкритим способом 37 млн т. Перспективи басейну пов'язані з подальшим поширенням виробництва залізних руд за рахунок збагачених оксидованих залізистих кварцитів і значного збільшення видобутку магнетитових кварцитів підземним способом.